# Stemmiulus hortensis
Stemmiulus hortensis är en mångfotingart som först beskrevs av Carl 1914.  Stemmiulus hortensis ingår i släktet Stemmiulus och familjen Stemmiulidae. Inga underarter finns listade i Catalogue of Life.